# Doríforo

Copia romana del Doríforo de Policleto, conservada en el Museo Arqueológico Nacional de Nápoles.

El Doríforo (en griego δορυφόρος, Doryphóros, "portador de lanza") fue una destacada escultura de Policleto, realizada entre los años 450 y 440 a. C. De esta obra se conservan varias copias de época romana en mármol del original en bronce. 

## Copias

### Copia de Pompeya
La copia mejor conservada se encuentra en el Museo Arqueológico Nacional de Nápoles y fue encontrada en 1797 en la Palestra Samnítica de Pompeya. En 1863 Karl Friederichs la identificó como una copia del Doríforo, identificación que cuenta con el respaldo de la mayoría de la crítica. Se trata de una estatua de mármol de Luni de 2,10 m. sobre un pedestal de 1,42 m de la que se restauró el brazo derecho y la mano izquierda, además de que se reparó una fisura que tenía debajo de la rodilla.

### Otras copias
Se conservan otras estatuas de época romana que se consideran copias del Doríforo:
- La copia conservada en el Instituto de Artes de Minneapolis (Estados Unidos).
- Dos copias conservadas en la Galería de los Uffizi de Florencia.
- Una copia hallada en Villa Adriana y conservada en la galería del Braccio Nuovo, en los Museos Vaticanos.
- Un torso y un pie hallados en las termas del yacimiento de Baelo Claudia (España).[2][3]

## Identidad
La falta de información sobre el contexto en que se hallaba la obra original hace que la identificación del tema que representa la estatua sea problemática. El nombre tradicional (Doríforo) hace suponer que se trataba de la representación de un guardia personal, pero algunos historiadores opinan que es la representación de un atleta, tema que aparece a menudo en el resto de la obra que se atribuye a Policleto. Sin embargo, sus proporciones, algo mayores que el tamaño natural, hacen suponer que se trata de la figura de un héroe. Por ello, se ha sugerido que podría tratarse de una representación de Aquiles, al asociarla con un pasaje de la Ilíada (XVI,140) que menciona una lanza especial como atributo de este héroe.

## Descripción
Es una de las obras más famosas esculpida por Policleto. Winckelmann interpretó que esa era la escultura en la que el escultor plasmó su Canon, un tratado que no se ha conservado. Se estima que en este tratado Policleto establecía una serie de proporciones de la figura humana para lograr la belleza de la obra de arte.
Es la representación de un joven en el máximo desarrollo de su fuerza muscular, sin que la figura muestre ningún rasgo de niñez. Representa a una figura desnuda masculina joven en actitud de marcha, la cabeza ligeramente ladeada hacia la derecha y con una leve sonrisa en el rostro, acompañada de una mirada perdida y distante.
Tradicionalmente se considera que sostenía una lanza con la mano izquierda que apoyaba sobre el hombro, mientras la derecha permanecía inerte, pero un análisis de la posición de los dedos de la mano izquierda ha generado la hipótesis de que lo que podría haber sostenido con la mano izquierda era el asa de un escudo mientras con la derecha podría haber sostenido una espada.
Esta obra, a pesar de ser considerada clásica, conserva aún rasgos de un cierto arcaísmo: está tallada con cierta rudeza, los músculos de los pectorales son planos, sin apenas relieve, y las líneas de cadera y cintura están perfectamente marcadas. El movimiento de la figura está perfectamente acompasado, con una pierna avanzada hacia delante y la otra un poco más retrasada, a imagen de los kuroí de la época precedente. 
La belleza del Doríforo reside primordialmente en su proporción y medida. La pierna derecha es la que soporta el peso del cuerpo estando firmemente apoyada en el suelo, recta y comprimiendo así la cadera; la pierna izquierda en cambio no soporta apenas peso alguno y retrasada toca el suelo con la parte anterior del pie, apoyando solamente los dedos. 
En la parte superior el esquema funcional de los miembros está cambiado: según la interpretación tradicional, el brazo derecho no realiza ningún esfuerzo y cae relajado a lo largo del cuerpo, mientras que el brazo izquierdo se dobla para sostener una lanza, el torso presenta una ligera inclinación hacia el lado derecho y la cabeza gira en ese mismo sentido inclinándose levemente. A esta posición del cuerpo se le denomina postura de contrapposto.
Fue realizado para ser visto de frente, por ello se marca claramente el eje vertical, pero Policleto rompió con el concepto tradicional de simetría oponiendo las partes del cuerpo respecto del eje, sometiéndolas al servicio de la totalidad.